# Rolf Schübel
Rolf Schübel (* 11. November 1942 in Stuttgart) ist ein deutscher Filmregisseur, der Dokumentar- und Spielfilme dreht. Er lebt und arbeitet in Hamburg, gehört mittlerweile zu den renommierten deutschen Film- und Fernsehregisseuren und bekam zahlreiche Filmpreise, sowie internationale Auszeichnungen.

## Leben

### Anfänge
Rolf Schübel studierte Literaturwissenschaft und Soziologie in Tübingen und Hamburg. Nach seiner Begegnung mit dem Filmemacher Theo Gallehr arbeiteten sie zunächst unter dem Firmennamen Cinecollectiv zusammen. Zu ihren gemeinsamen Dokumentarfilmen für den WDR und NDR gehören beispielsweise Der deutsche Kleinstädter (1968) und Rote Fahnen sieht man besser (1971). 1972 gründete Rolf Schübel seine eigene Filmproduktion. Zu den filmischen Höhepunkten aus den 1980er Jahren gehören Nachruf auf eine Bestie (1983) und Der Indianer (1987). Ersterer handelt über den Kindermörder Jürgen Bartsch und der zweite über einen an Kehlkopfkrebs erkrankten Mann, der auf einer autobiographischen Erzählung basiert.

### Spielfilme
Nach 25 weiteren Dokumentarfilmen entwickelte sich Rolf Schübel mit nachweisbarer Konsequenz in Richtung Spielfilm, ehe er dann 1990 mit Das Heimweh des Walerjan Wróbel seinen ersten Spielfilm drehte. Es folgten so bekannte Filme wie Ein Lied von Liebe und Tod – Gloomy Sunday (1999), Blueprint (2003) oder Zeit der Wünsche (2005), die ihn international bekannt machten. Seit den 1990er Jahren hat Rolf Schübel auch zahlreiche Fernsehspiele gedreht, zuletzt für einige Folgen des Tatorts im Ersten: 2006 Aus der Traum und 2007 Der Tote vom Straßenrand.

## Auszeichnungen
Rolf Schübels Filme erhielten mehrmals das Prädikat „besonders wertvoll“. Seit 1996 ist er Mitglied der Akademie der Künste in Berlin (Sektion Film- und Medienkunst). Zudem ist er Gründungsmitglied der AG Dok, des Europäischen Dokumentarfilminstituts (EDI) und des Hamburger Filmbüros.
- 1971: Preis der Deutschen Filmkritik für Rote Fahnen sieht man besser (zusammen mit Theo Gallehr)
- 1972: Preis der Internationalen Filmkritik (FIPRESCI) für Arbeitskampf (zusammen mit Theo Gallehr)
- 1972: Adolf-Grimme-Preis mit Gold für Rote Fahnen sieht man besser (zusammen mit Theo Gallehr)
- 1975: Preis der Internationalen Filmkritik (FIPRESCI) für Die Aufsteiger-Saga
- 1984: Preis der Deutschen Filmkritikfür den besten Dokumentarfilm für Nachruf auf eine Bestie
- 1986: Adolf-Grimme-Preis mit Gold für Nachruf auf eine Bestie: Analyse des Falles Jürgen Bartsch
- 1988: Deutscher Filmpreis (Filmband in Silber) für Der Indianer[14]
- 1990: Adolf-Grimme-Preis mit Gold für Der Indianer (zusammen mit Rudolf Körösi)
- 1991: DAG-Fernsehpreis
- 1991: Hessischer Filmpreis
- 1991: Deutscher Filmpreis (Nominierung) für Das Heimweh des Walerjan Wrobel[14]
- 1993: Festivalpreise in Paris und Belfast
- 1998: DAG-Fernsehpreis in Silber für 2 ½ Minuten[15]
- 1998: Robert-Geisendörfer-Preis für Woanders scheint nachts die Sonne
- 2000: Deutscher Drehbuchpreis für Ein Lied von Liebe und Tod – Gloomy Sunday
- 2000: Bayerischer Filmpreis für Ein Lied von Liebe und Tod – Gloomy Sunday
- 2000: Festivalpreise in Las Palmas, Sao Paulo, Saint Louis und Jerusalem
- 2000: Deutscher Filmpreis für Ein Lied von Liebe und Tod – Gloomy Sunday[14][16]
- 2005: Adolf-Grimme-Preis (Publikumspreis) für Zeit der Wünsche